# Nytschyporiwka
Nytschyporiwka (ukrainisch Ничипорівка; russisch Ничипоровка Nitschiporowka) ist ein Dorf im Osten der ukrainischen Oblast Kiew mit etwa 1000 Einwohnern (2016).

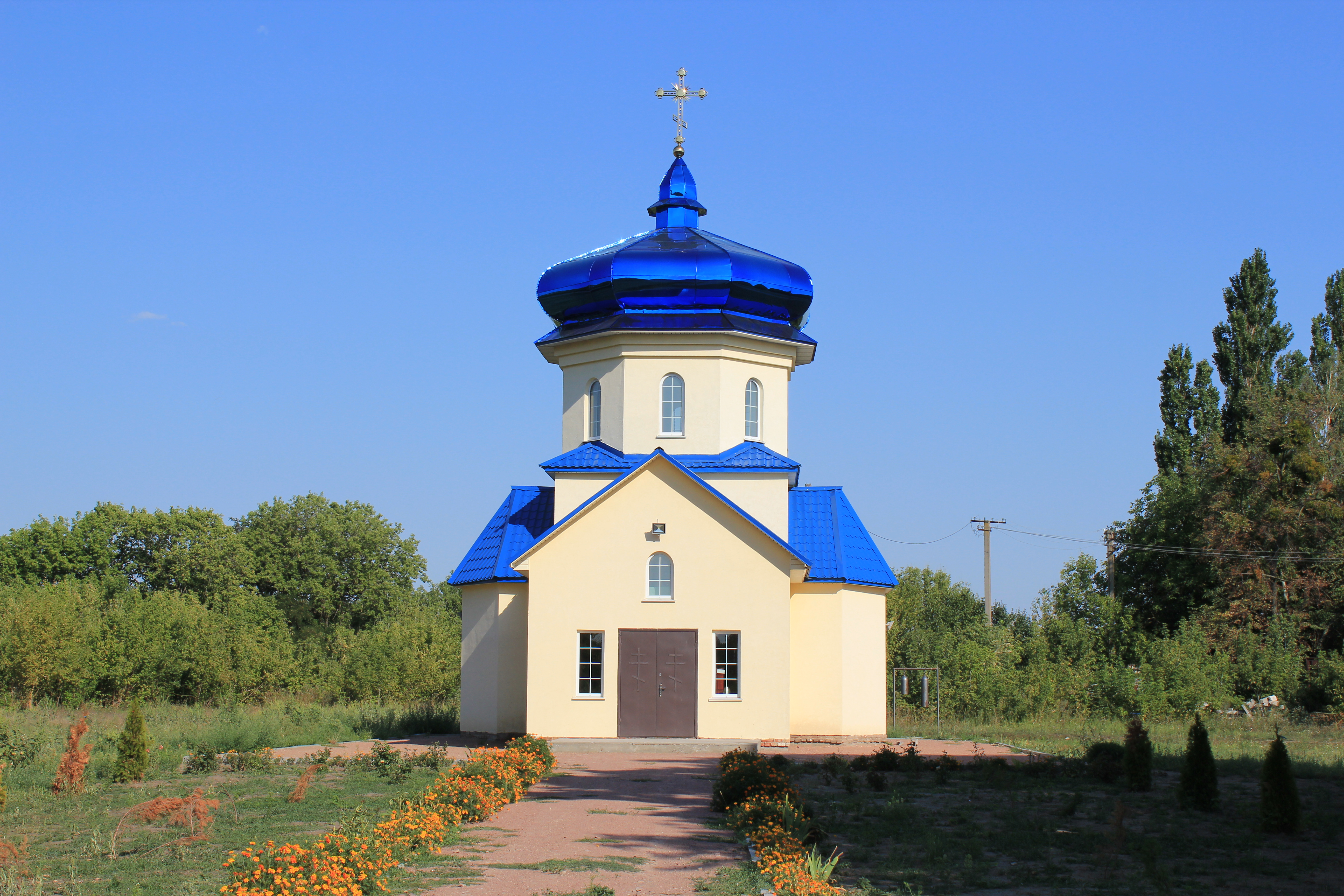
Kirche im Dorf

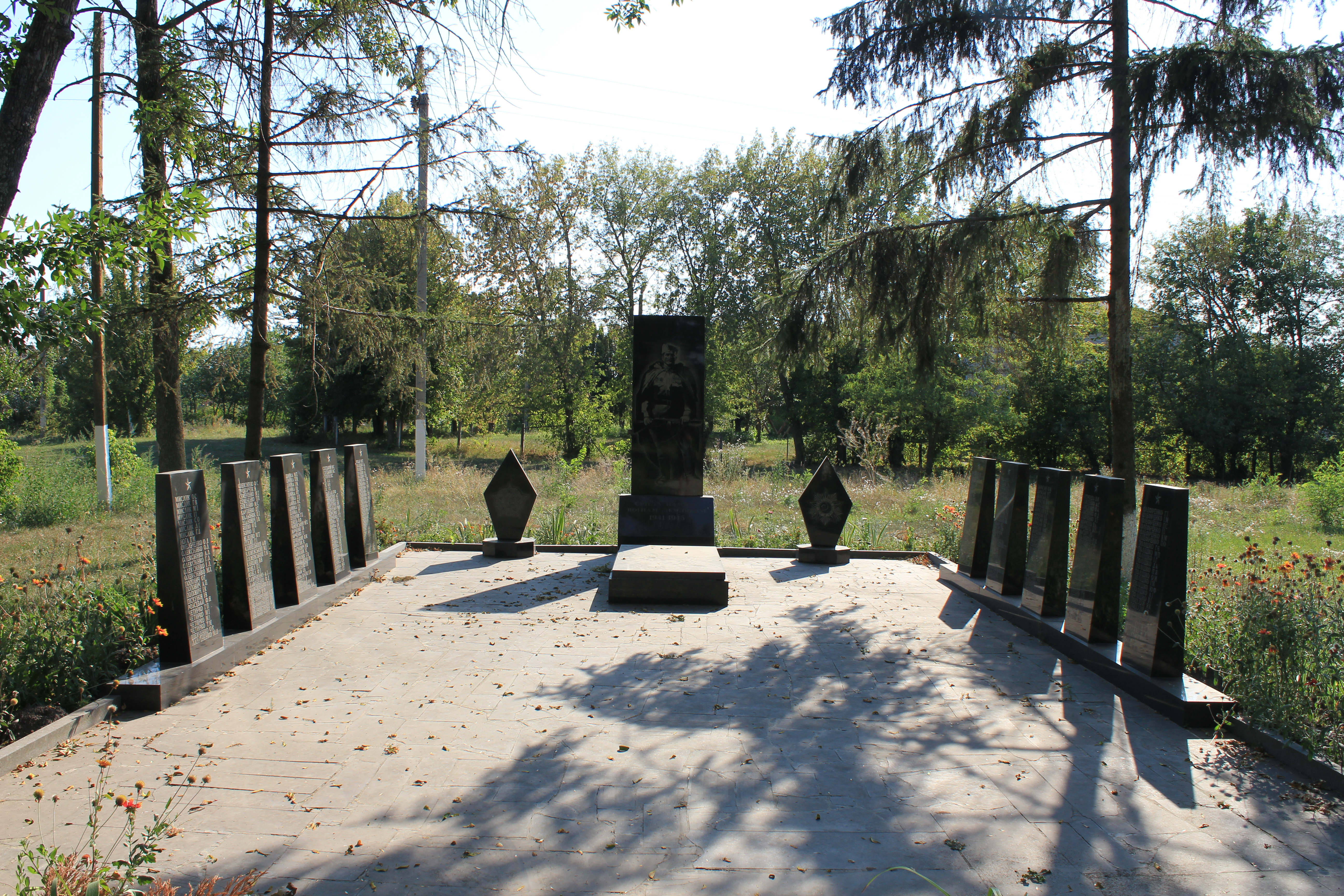
Grab- und Gedenkstätte für Gefallene des Zweiten Weltkrieges

Die Ortschaft liegt auf einer Höhe von 128 m am Ufer des Supij, einem 144 km langen, linken Nebenfluss des Dnepr, 10 km südöstlich vom ehemaligen Rajonzentrum Jahotyn und 105 km östlich vom Oblastzentrum Kiew.
Durch das Dorf verläuft die Territorialstraße T–10–31, die nördlich der Ortschaft auf die Fernstraße M 03 trifft.
Am 12. Juni 2020 wurde dad Dorf ein Teil der neugegründeten Stadtgemeinde Jahotyn, bis dahin bildete es zusammen mit dem Dorf Trubiwschtschyna (Трубівщина) die gleichnamige Landratsgemeinde Nytschyporiwka (Ничипорівська сільська рада/Nytschyporiwska silska rada) im Westen des Rajons Jahotyn.
Am 17. Juli 2020 kam es im Zuge einer großen Rajonsreform zum Anschluss des Rajonsgebietes an den Rajon Boryspil.

## Geschichte
Das Dorf wurde 1655 am linken Ufer des Supij von einem Kosaken Namens Nytschypir Bobyr gegründet, nach dem die Ortschaft benannt wurde.
1971 hatte das Dorf 1661 Bewohner und die Volkszählung 2001 ergab eine Einwohnerzahl von 1160 Menschen.
Nach der Nuklearkatastrophe von Tschernobyl 1986 siedelten insgesamt 340 Bewohner der polesischen Dörfer Stanowyschtsche (Становище) und Denyssowytschi (Денисовичі) nach Nytschyporiwka und Trubiwschtschyna um. Bis 1992 wurden für sie 175 Häuser errichtet.

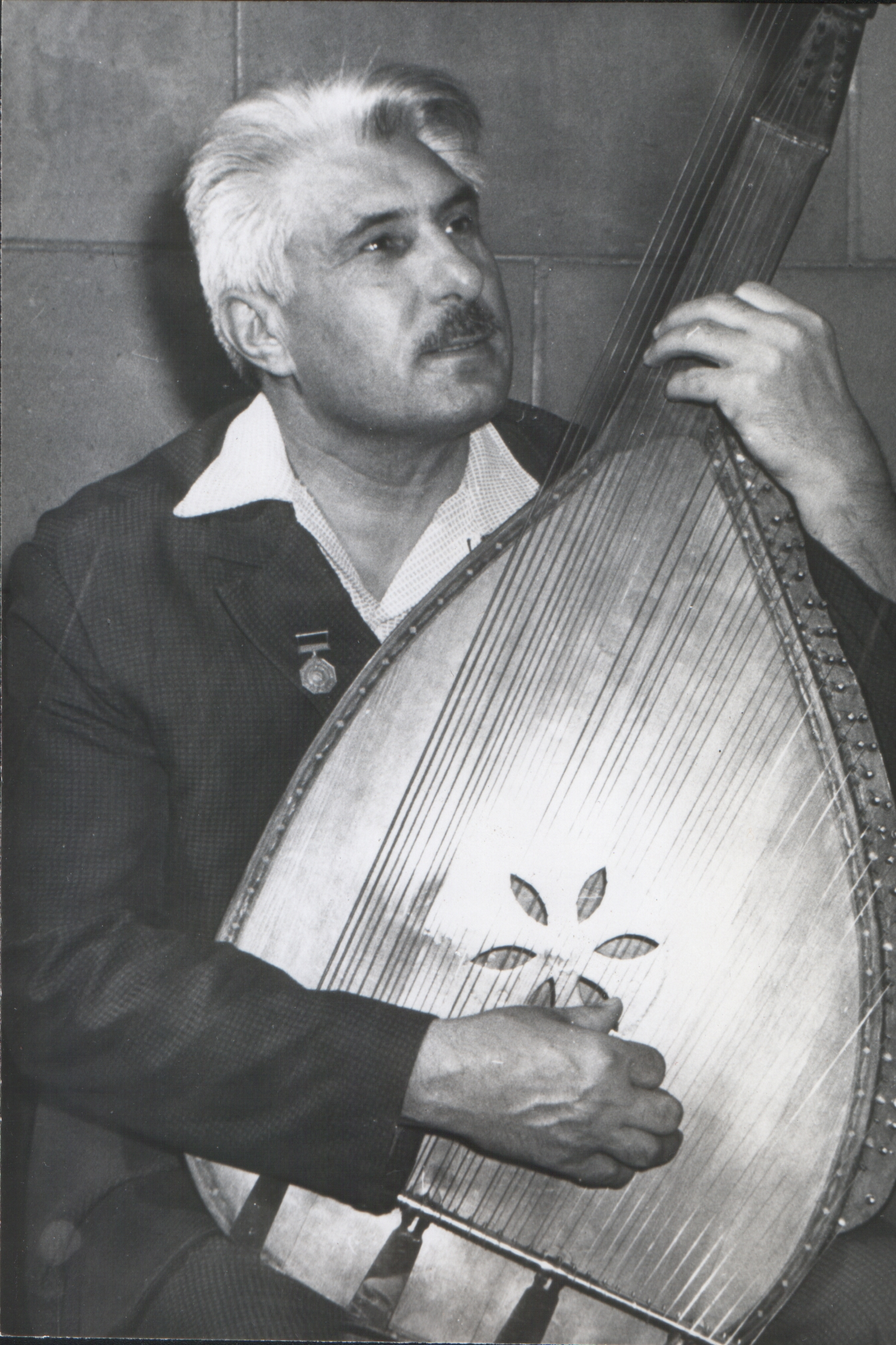
Andrij Bobyr, 1970

## Söhne und Töchter der Ortschaft
- Andrij Bobyr (Андрі́й Матві́йович Боби́р; 1915–1994), Banduraspieler[4]